# 풍대
풍대(馮代, ? ~ 기원전 180년)는 전한 초기의 제후로, 낭중령 풍무택의 아들이다.

## 행적
풍무택의 뒤를 이어 박성후(博成侯)에 봉해졌다. 이 작위는 풍무택이 생전에 고후가 여(呂)씨 일족에게 권력을 나누어줬을 때 함께 받은 것이었다.
고후 8년(기원전 180년), 조정의 대신과 황족들의 거병으로 여씨 일족이 주멸될 때 풍대 또한 주살되었다.

## 출전
- 사마천, 《사기》
  - 권9 여태후본기
  - 권19 혜경간후자연표

| 선대 아버지 박성경후 풍무택 | 전한의 박성후 기원전 184년 ~ 기원전 180년 | 후대 (봉국 폐지) |